# قایق توپ‌دار کالاو
قایق توپ‌دار کالاو (به انگلیسی: Spanish gunboat Callao) یک کشتی بود که طول آن ۱۱۹ فوت ۰ اینچ (۳۶٫۲۷ متر) بود. این کشتی در سال ۱۸۸۸ ساخته شد.